# Umkehrspülung

Zweitaktmotor mit Umkehrspülung

Die Umkehrspülung ist eine Methode des Ladungswechsels im Zylinder eines Zweitaktmotors. Dabei steuert der Kolben die Ein- und Auslassöffnungen für den Ladungswechselvorgang, alle drei Öffnungen sind in der Zylinderwand nebeneinander angeordnet statt gegenüber wie bei der älteren Querstromspülung. Bei der Schnürle-Spülung sind daran drei Kanäle beteiligt, zwei Frischgaskanäle und ein Abgaskanal. Dieses Verfahren insbesondere für Zweitaktdieselmotoren wurde im Jahre 1924 von Adolf Schnürle zum Patent eingereicht und lag bei Klöckner-Humboldt-Deutz.
DKW erwarb 1932 eine Lizenz für Umkehrspülung an Ottomotoren, und ab 1934 wurden alle DKW-Typen damit ausgerüstet. Unter Leitung von Herbert Josef Venediger (1901–1988) wurden die Motoren entwickelt und in Serie gefertigt.

## Technischer Ablauf
Die Frischgase werden zunächst im Kurbelgehäuse vorkomprimiert. Der Abgaskanal öffnet, kurz bevor sich die Frischgaskanäle öffnen. Die entweichenden Restgase bilden einen Unterdruck im Verbrennungsraum, der die Spülung fördert. Die Frischgase gelangen dann durch die beiden Frischgaskanäle, die sich rechts und links des Abgaskanals befinden, in den Zylinder. Dort werden sie auf die dem Abgaskanal gegenüber liegende Zylinderwand geleitet und dort nach oben und schließlich in Richtung des Auslasskanals umgelenkt (deswegen „Umkehr“spülung). Auf diesem Weg drücken sie dann das verbrannte Restgas aus dem Zylinder. Frischgas und Abgas vermischen sich bei diesem Verfahren nur geringfügig. Dabei werden Spülverluste, die den bisherigen Verfahren wie der Querstromspülung mit einem Nasenkolben anhafteten, stark verringert.
Die reine Umkehrspülung hat aber immer noch höhere Spülverluste als neuere Verfahren, weswegen viele Hersteller von Zweitaktmotoren die Technik mit einer Spülluftvorlage kombinieren. Der spezifische Verbrauch wird verringert und die Leistungsfähigkeit des Motors vergrößert. Neuere Motoren arbeiten mit vier Überströmkanälen, wobei ein Kanal aus der Kurbelgehäusepumpe führt, der sich erst in zwei und dann jeweils in weitere zwei aufteilt. Mit dieser Technik lassen sich zwei verschiedene Schusswinkel des Frischgases in den Arbeitsraum realisieren.
Dieses Verfahren wurde weiter verfeinert. Es gab verschiedene Ansätze, die Patente von DKW zu umgehen, was zum Teil auch gelang. So wurden Stützüberströmkanäle integriert, die den Ablauf des Spülens verbessern und auch die Bildung von Abgaskernen im Verbrennungsraum vermeiden; bei einigen Konstruktionen werden hierbei durch Kolbenfenster die Strömungen durch das Kolbeninnere hindurch geführt. Im Fahrzeugbereich ist die Umkehrspülung heute das am weitesten verbreitete Verfahren für die Spülung von Zweitakt-Motoren, sie kommt in handgeführten Motorgeräten (z. B. Motorsägen) fast ausschließlich und bei Glühzündermotoren im Modellbau häufig zum Einsatz.

## Kritik an der Patenterteilung zugunsten Schnürles
Der Motorjournalist Siegfried Rauch schreibt: „Adolf Schnürle hatte 1924, 1925 und 1931 Patente auf Umkehr-Spülsysteme erhalten, die mit Flachkolben arbeiteten. Dass er diese Patente erhielt, ist nicht zu begreifen. Denn lange davor hat es andere Patente gegeben, die den Schnürle-Vorschlägen nicht nur verblüffend ähnlich sahen, sondern gelegentlich sogar mit ihnen deckungsgleich waren.“ Damit sind das am 29. Januar 1908 für Paul A. Kind erteilte Reichspatent Nr. DE207107 „Anordnung von Einführungsschlitzen an Verbrennungskraftmaschinen“ und das am 17. Februar 1911 Arnold Freiherr von Schmidt erteilte Patent Nr. DE241448 „Anordnung von Spülschlitzen an Verbrennungskraftmaschinen“ gemeint.
Ab 1919 begannen bei MAN Versuche mit Umkehrspülung, 1923 war der erste MAN-Motor mit diesem System zur Serienreife entwickelt. Bis in die frühen 1980er Jahre hinein wurde das System bei MAN angewendet.